# Cryphia mediobrunnescens
Cryphia mediobrunnescens là một loài bướm đêm trong họ Noctuidae.